# Deserto del Chalbi

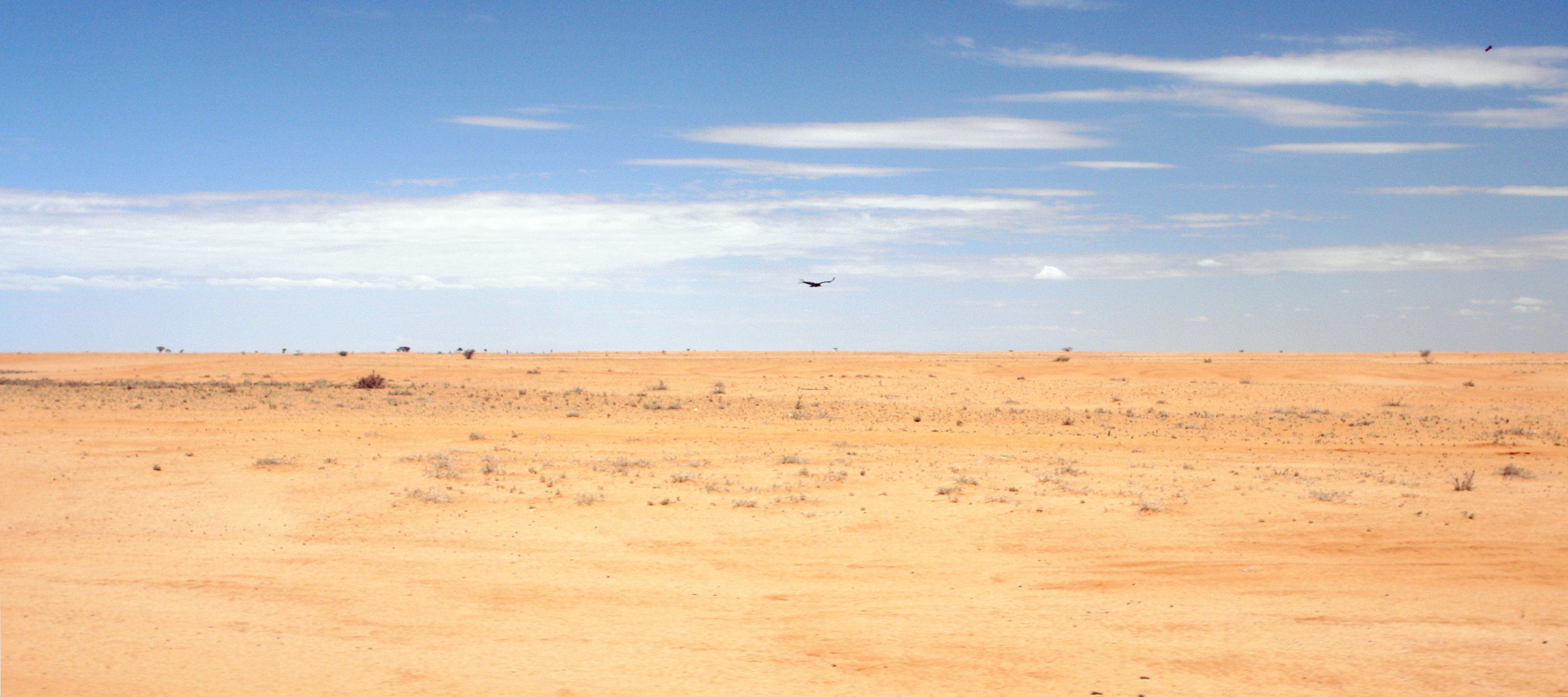
Il deserto del Chalbi.

Il deserto del Chalbi è un piccolo deserto situato nella parte settentrionale del Kenya, nei pressi del confine con l'Etiopia. 
Il deserto è posizionato a est del lago Turkana, il più grande lago permanente in luogo desertico ed è anche il più grande lago alcalino del mondo. In prossimità delle sue rive sono stati rinvenuti numerosi resti fossili di ominidi risalenti ad un intervallo temporale piuttosto ampio e attribuiti a varie specie estinte.
Nel deserto si trova il piccolo insediamento di Horr del nord. La città più vicina è Marsabit.